# 田部井華子
田部井 華子（たべい はなこ、1975年〈昭和50年〉8月8日 - ）は、元福島中央テレビのアナウンサー。

## 来歴
埼玉県越谷市出身。亜細亜大学法学部卒業。
1999年5月に福島中央テレビに入社。同期に元同局アナウンサーの須賀宣之がいる。
。後に出産を控え、2007年秋に福島中央テレビを退社した。

## 担当番組
- ゴジてれシャトル - 天気コーナー担当、「行くぞ！90市町村わらしべ放浪記」担当[1]、司会代理[5]
- こんにちはふくしま[1]
- お昼の天気ライブ[6]
- ゴジてれ金曜スタイル - 司会[5]